# Édouard Thiébaut
Pour les articles homonymes, voir Thiébaut.
Édouard Thiébaut, né à Schaerbeek le 2 décembre 1878 et mort à Grembergen le 18 août 1953, est un peintre et un sculpteur belge.
Ses œuvres sont notamment conservées par le MoMuse à Molenbeek-Saint-Jean et les commune de Schaerbeek et d'Uccle.

## Biographie

### Famille
Édouard Thiébaut, né rue Vandeweyer no 78 à Schaerbeek le 2 décembre 1878, est le fils de Louis Joseph Thiébaut (1837), aquarelliste amateur et de Marie Françoise Virginie Jacques (1842), mariés à Bruxelles le 8 août 1861.

### Formation
Édouard Thiébaut est étudiant à l'Académie royale des beaux-arts de Bruxelles, où il bénéficie des cours de Joseph Stallaert, premier professeur de peinture et de dessin d'après nature.

### Carrière
Il expose des peintures aux salons triennaux de Bruxelles de 1903, 1907 et 1914. En 1926, Édouard Thiébaut bénéficie d'une exposition personnelle à la Galerie des artistes français à Bruxelles d'Isy Brachot. Il y envoie 40 tableaux, douze dessins et huit sculptures en plâtre.
Au cours de sa carrière, il s'inspire notamment de ses voyages en Suisse, à Paris, Venise, Rome et Gênes.
Édouard Thiébaut meurt, à l'âge de 74 ans, le 18 août 1953 à Grembergen, section de la ville de Termonde.

## Œuvre

### Caractéristiques
Ses œuvres peintes couvrent les portraits, les paysages, les vues urbaines, les représentations animalières, les natures mortes, les fleurs et la peinture décorative. Il réalise de solides sanguines.
Sa conception picturale est traditionnelle et réaliste, rappelant parfois les maîtres flamands des XVIe et XVIIe siècles. Son œuvre est postimpressionniste et très colorée. Ses thèmes sont de caractère intimiste ou social car il est ému par les gens du peuple. Les attitudes de ses personnages sont naturelles, le dessin est solide et le coup de brosse volontaire. Son inspiration naît dans les villes et bourgades belges, comme Schaerbeek, Bruges ou dans les campagnes de Stockel et également de ses voyages en Suisse et en Italie.
Édouard Thiébaut sculpte les monuments aux morts de la Première Guerre mondiale de Braives et d'Orp-Jauche en 1920.

### Expositions triennales belges
- Salon de Bruxelles de 1903 : Marché Sainte-Marie et Intérieur (peintures) et Intérieur de cuisine (dessin rehaussé)[6].
- Salon de Bruxelles de 1907 : Les Bouquinistes, Coin de marché et Femme au miroir[7].
- Salon de Bruxelles de 1914 : Enfant au chien[3].

### Collections muséales
- MoMuse à Molenbeek-Saint-Jean : Le Clarinettiste (vers 1902), sanguine sur papier[8].
- Commune de Schaerbeek : Portrait de ma nourrice, Le lac des Qautre-cantons, Femme au jardin et Le Garçon boucher (1905) (peintures)[8].
- Commune d'Uccle : Jeune fille (1906), sanguine[8].

### Galerie

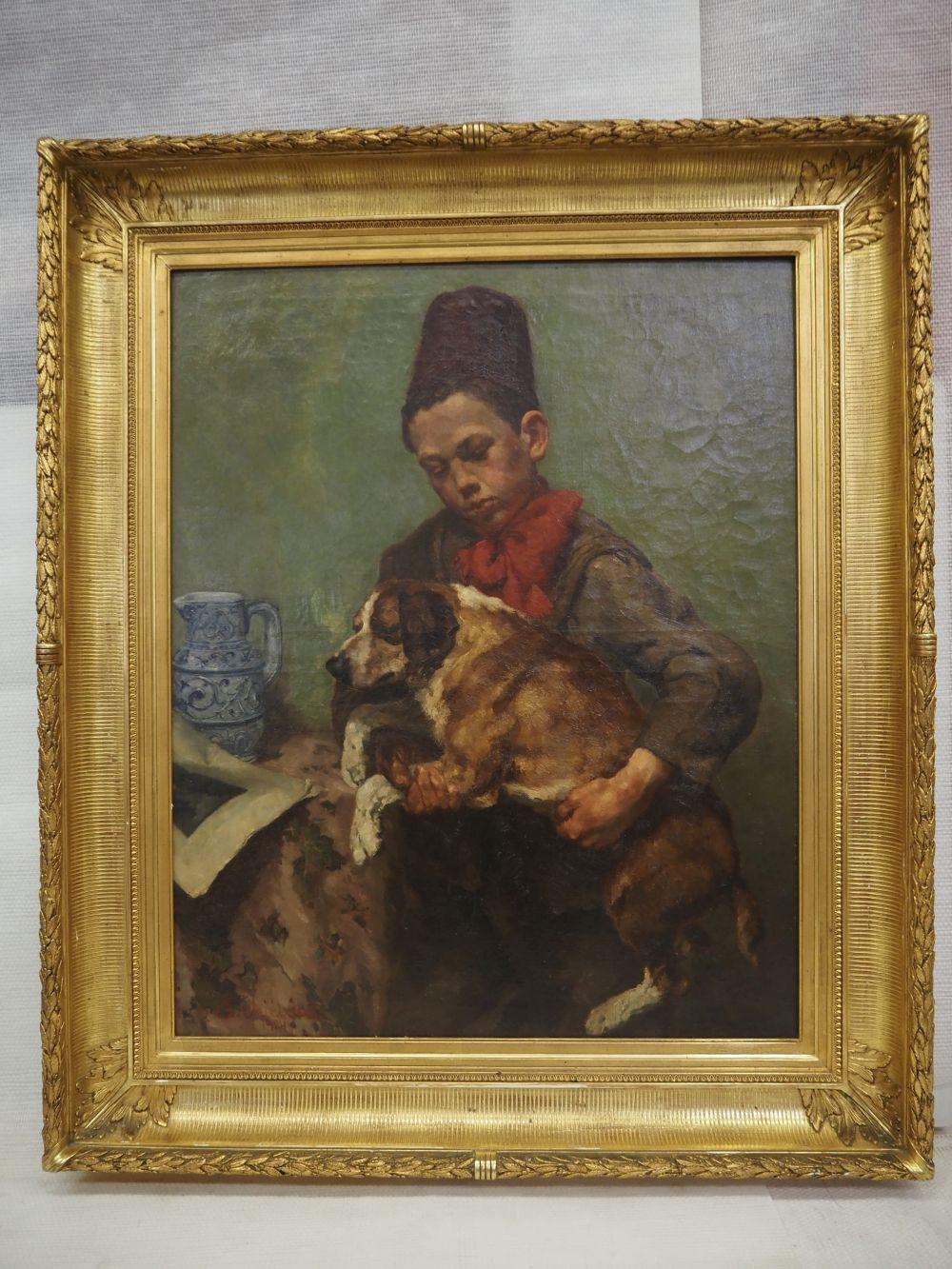
Gamin au chien (1904).
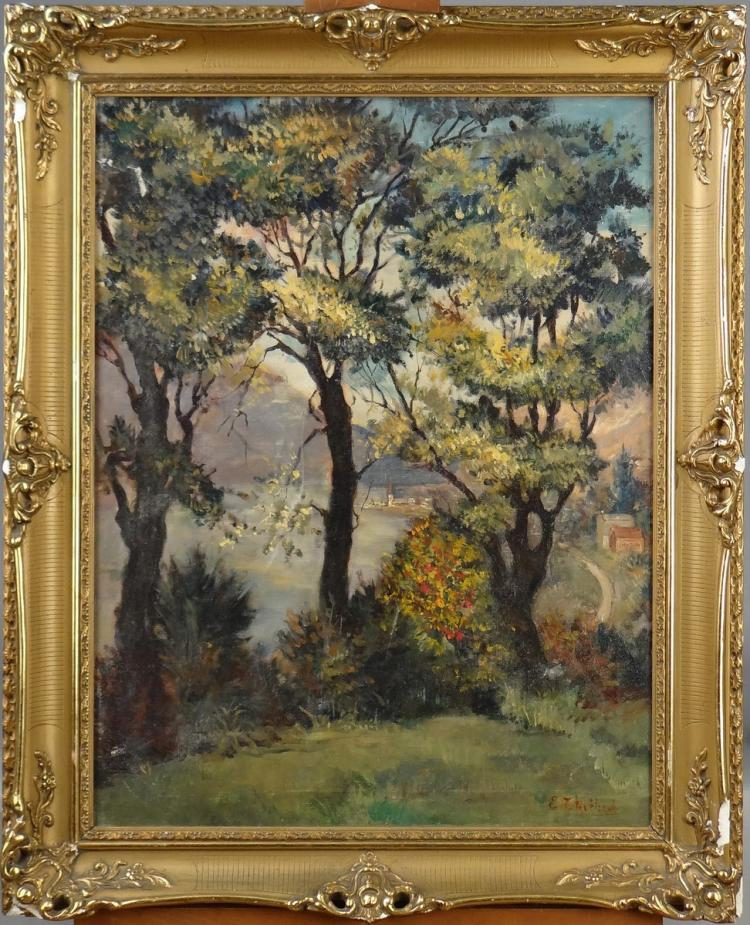
Arbres.
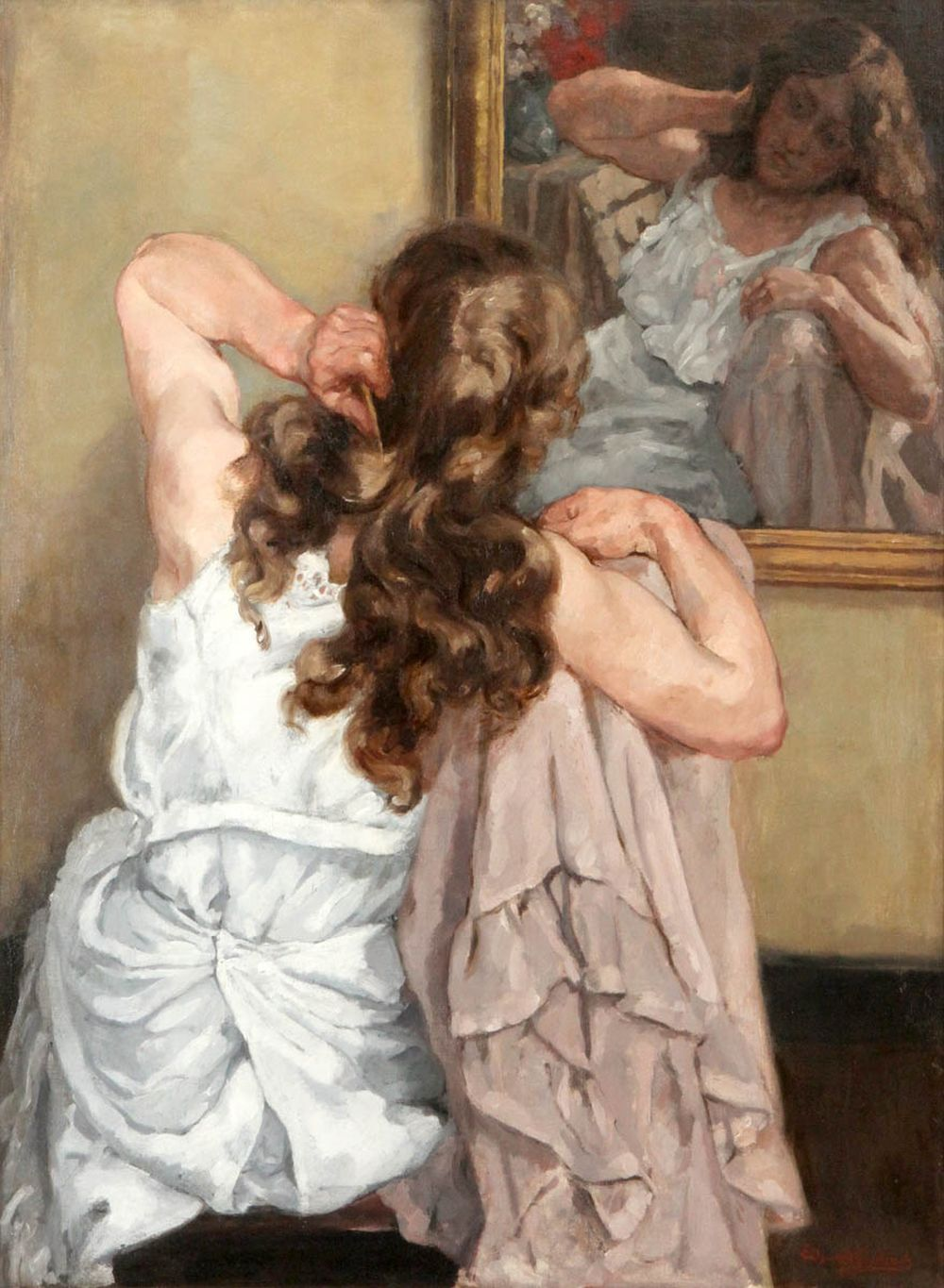
La Toilette ou Femme au miroir (1907).
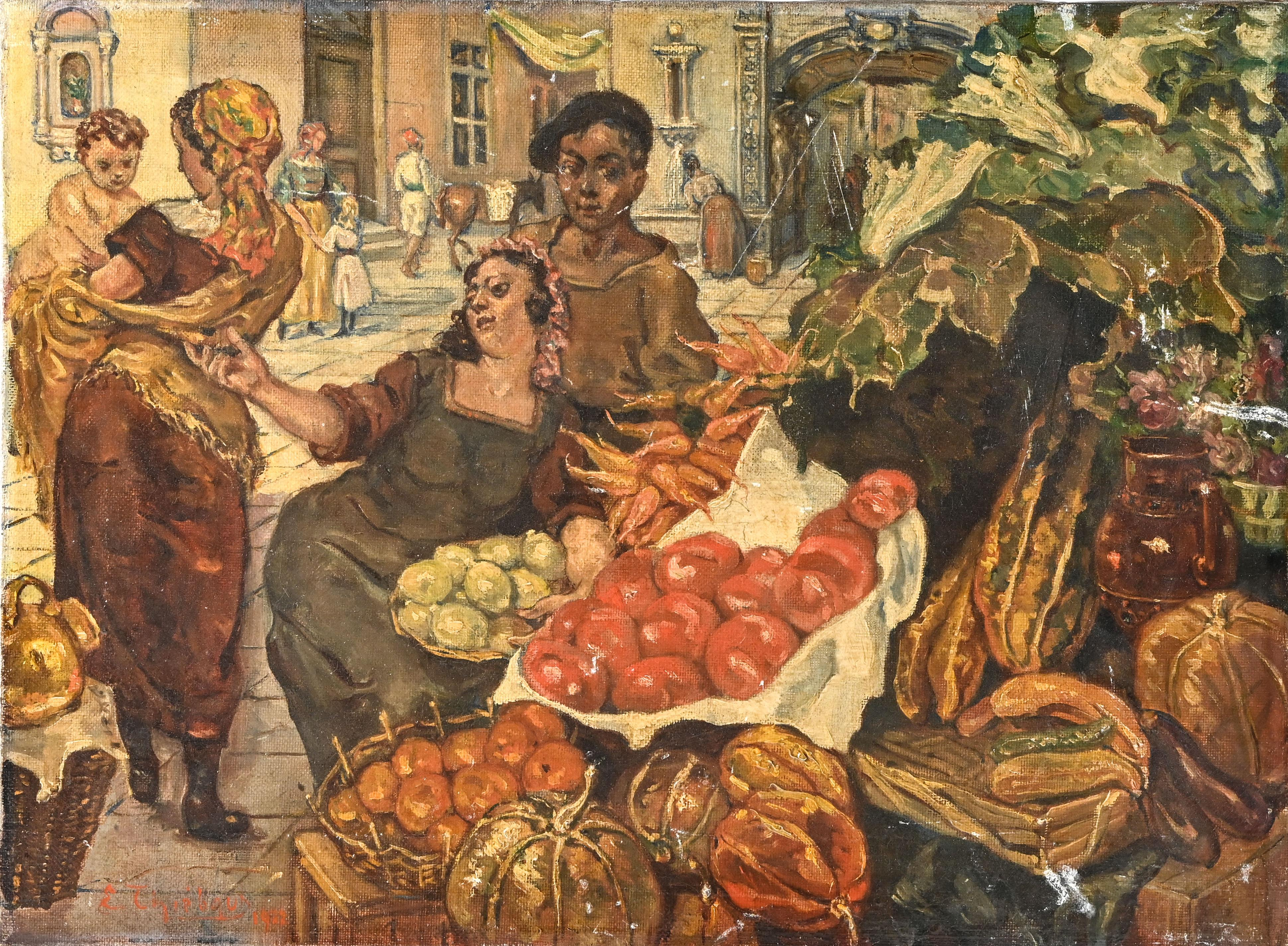
Scène de marché en Italie (1922).
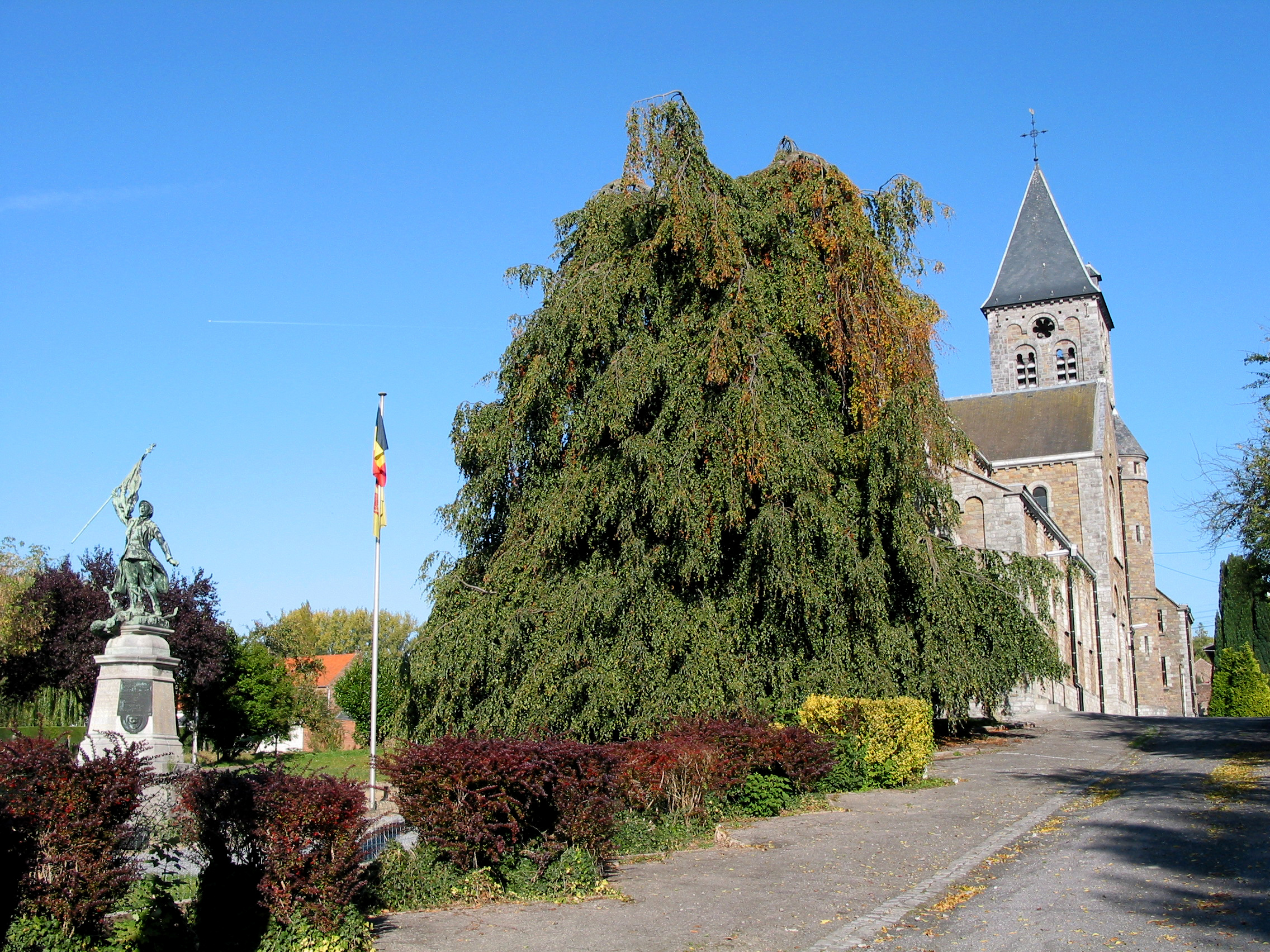
Monument aux Morts à Braives.

## Distinction
- Chevalier de l'ordre de Léopold[5].